# Dridu-Snagov
Dridu-Snagov – wieś w Rumunii, w okręgu Jałomica, w gminie Dridu. W 2011 roku liczyła 439 mieszkańców.